# 国光乡
国光乡，是中华人民共和国四川省广元市剑阁县曾经下辖的一个乡。2020年5月，撤销国光乡，将其所属行政区域划归开封镇管辖。

## 行政区划
国光乡撤销前下辖以下地区：
五爱村、土门村、走马村、东王村、寨山村、石印村、朝阳村、石堰村、青溪村和庆丰村。